# Chiesa di San Pietro (Otranto)

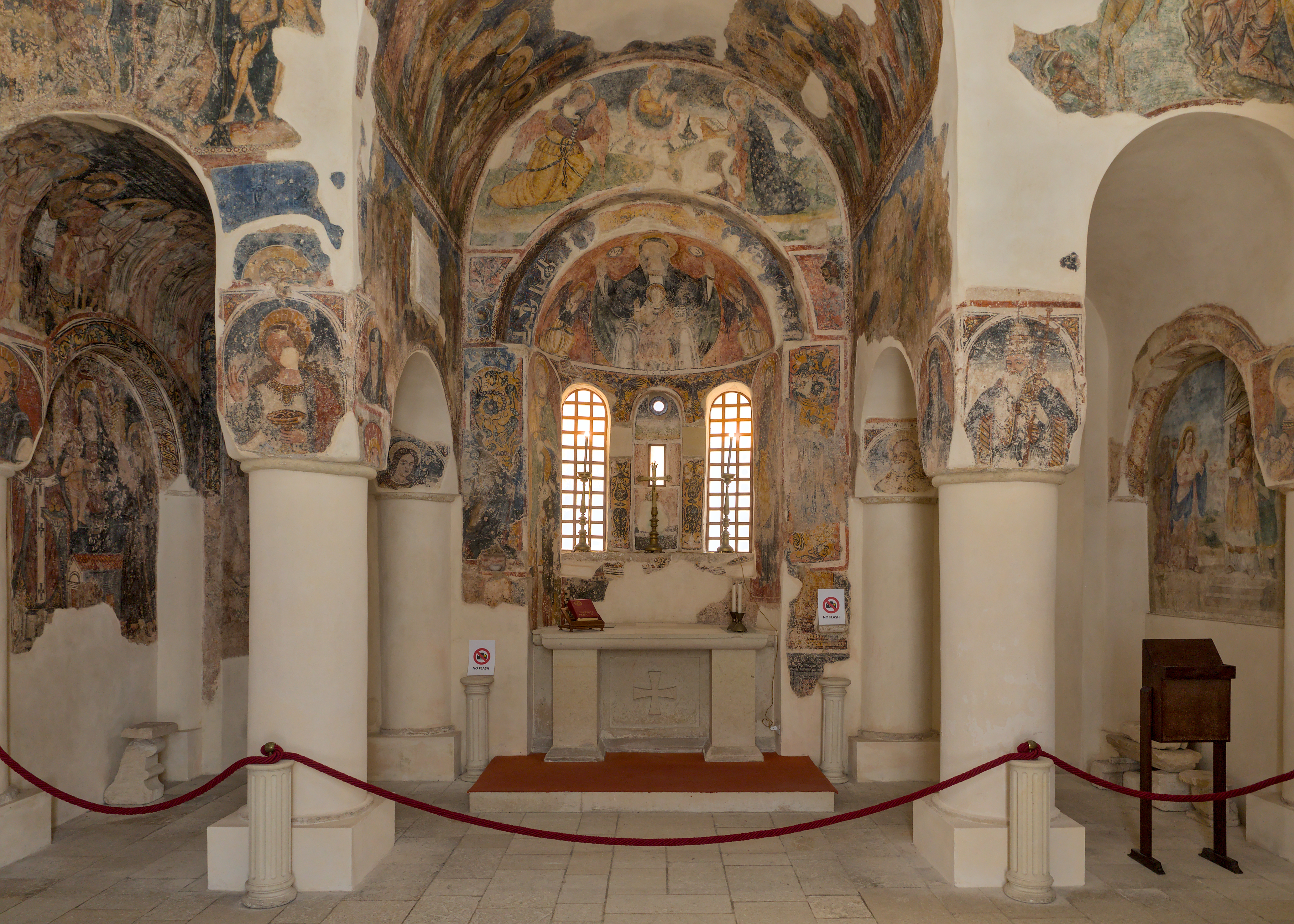
Interno

La chiesa di San Pietro è una chiesa bizantina situata nel centro storico di Otranto in provincia di Lecce.

## Storia
È uno degli edifici medievali del Mezzogiorno più rappresentativi della tradizione costruttiva bizantina e rimane la più alta e viva espressione dell'arte bizantina in Puglia. L'edificio sacro rappresentò, probabilmente, la prima basilica della città, eletta metropoli nel 968 e alle dirette dipendenze della sede patriarcale di Costantinopoli. La sua datazione è stata per lungo tempo oggetto di dibattito tra gli studiosi, ma dall'analisi della struttura, degli affreschi e delle iscrizioni in lingua greca, sembra riconducibile al IX-X secolo.

## Descrizione
La pianta quadrata, a croce greca, inscritta, rientra nei dettami dell'architettura religiosa bizantina. All'interno, tre piccole navate sono sormontate da una cupola centrale, sorretta da quattro colonne. L'altare dell'abside centrale è stato eretto nel 1841; a sinistra dell'entrata sono conservati alcuni elementi dell'altare barocco deposto nel 1948 che, sulla parete nord, era dedicato a San Pietro. Nelle tre absidi sul fondo si dispongono gli splendidi affreschi in stile bizantino databili al X-XI secolo. Le pitture più antiche sono la Lavanda dei Piedi, che raffigura il Cristo nimbato nell'atto di sollevare la gamba di san Pietro, e l'Ultima Cena. Al XIV secolo sono ascrivibili la Natività di Gesù, la Pentecoste e la Resurrezione, mentre all'ultima fase del XVI secolo la Presentazione al Tempio e altre figure di santi.

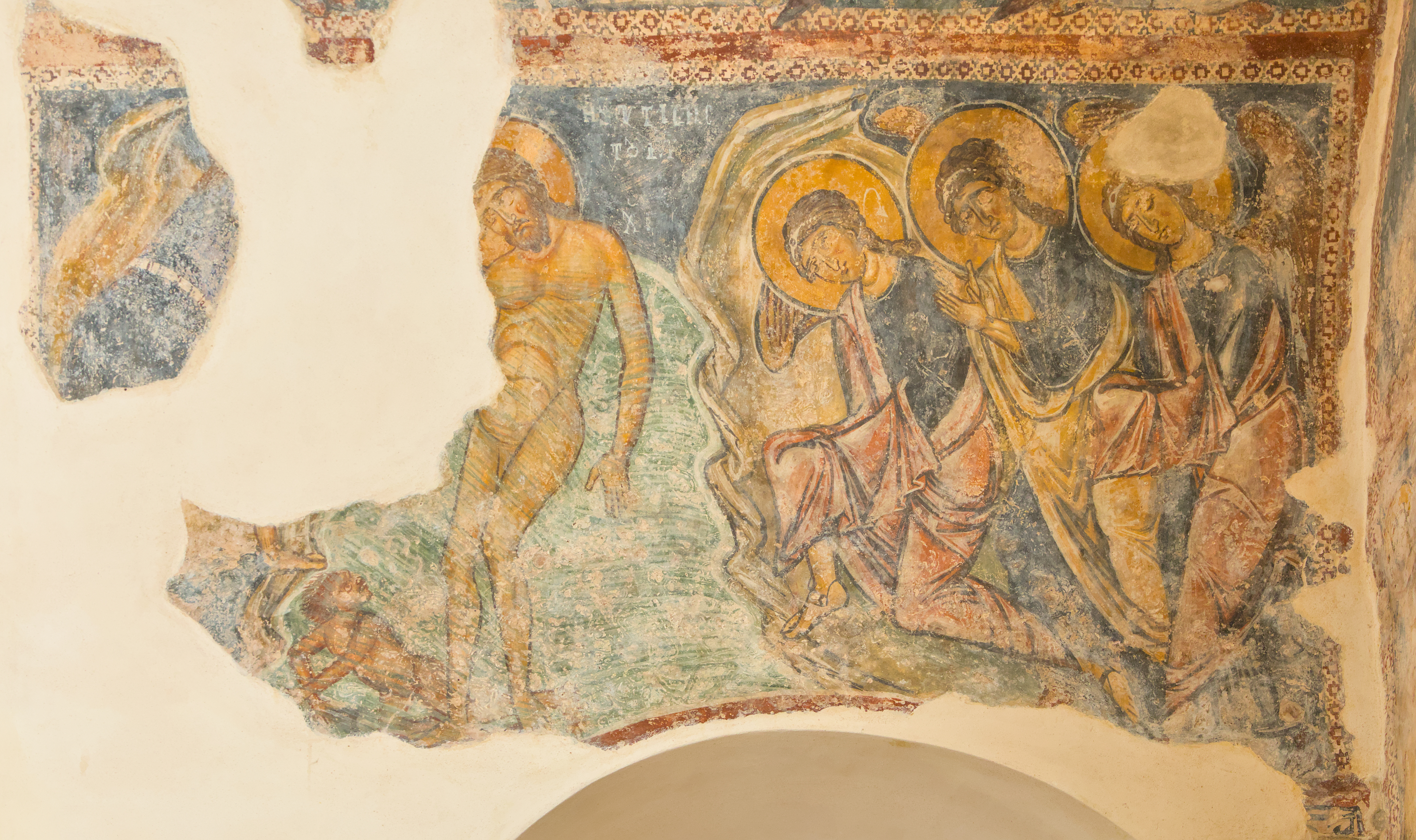
Battesimo di Cristo